# 田中栄子 (プロデューサー)
田中 栄子（たなか えいこ）は、日本のアニメーションプロデューサー、実業家。株式会社スタジオよんどしい（STUDIO4℃）および株式会社美よんどしい（Beyond C.）代表取締役社長、日本動画協会理事。

## 来歴
青山学院大学英米文学科で英文学を専攻。卒業後は海外で日本語教師になるつもりだったが、バイク事故で断念。いったんは広告代理店に就職するものの、上司がアニメ業界に転職した流れで、自身もそれまで縁のなかったアニメーションの制作会社である日本アニメーションに入社することになった。しかし、入社直後に上司と喧嘩したことから企画から制作部に飛ばされる。3つのテレビシリーズを同時に担当することになり、プロデューサーと制作デスクと制作進行の3役を一人でこなした。女性の制作進行など1人もいなかった当時、かなり過酷な状況も経験する。そのことをきっかけに、アニメ業界で男女ともに心地よく働ける環境を作りたいと考えるようになった。
その後、1985年に設立されたスタジオジブリに移り、『となりのトトロ』『魔女の宅急便』のラインプロデューサーとして会社創成期を支える。
1988年、「劇場映画の制作スタッフの居場所を作りたい」との思いから、マッドハウスやスタジオあんなぷるでアニメーターとして頭角を現した森本晃司とSTUDIO4℃を発足させる。最初は日本アニメーションに在籍したままだった。
その後、各メンバーが個人個人で仕事を取ってきたり他の制作スタジオに出稼ぎに出たりするために個人と集団の区別が曖昧になり、仕事の管理も難しくなってきたことから、STUDIO4℃をいったん解散させ、あらたに会社組織として再編する。

## 人物
田中がプロデューサーをしている会社は2つあり、一つはSTUDIO4℃で、もう一つはBeyond C.という会社である。STUDIO4℃ではアニメの制作を行う。シナリオから作品完成までの大きな道筋をつけるのが仕事で、最初のシナリオをもとに作品の世界観やキャラクターの人物像を明らかにして設定を起こし、作品の方向性や制作方針を打ち出す。Beyond C.では主に製作・企画を行い、作品の資金調達や製作管理をしている。
プロデューサーとしては、多数派という意味で「普通の人」。「人と違った角度や違った目線で新しい発見をする」というよりは、非常にポピュラリティが高い見方をするという風に自己評価している。作品に入り込み過ぎず、普通の人が観ても分かるという事を、プロデューサーの視点から判断していくという自覚で作品作りをする。

## 主な作品

### TVアニメ
- ふしぎの国のアリス（1983年）
- まんがイソップ物語（1983年）
- アニメ80日間世界一周（1983年）
- ふしぎなコアラブリンキー（1984年）
- ピロッポ（2001年）
- 魔法少女隊アルス（2004年）
- ThunderCats（2011年）

### 劇場アニメーション
- となりのトトロ（1988年）
- 魔女の宅急便（1989年）
- MEMORIES（1995年）
- 音響生命体ノイズマン（1997年）[注 1]
- スプリガン（1998年）
- アリーテ姫（2001年）
- マインド・ゲーム（2004年）
- 鉄コン筋クリート（2006年）
- Genius Party（2007年）
- Genius Party Beyond（2008年）
- ファースト・スクワッド（2009年 ）
- ベルセルク黄金時代篇 三部作（2012年）
- Justice League: The Flashpoint Paradox（2013年）
- 黒の栖-クロノス-(2014年)
- ハーモニー(2015年)
- ムタフカズ -MUTAFUKAZ-(2018年)
- 海獣の子供(2019年)

### OVA
- 永久家族（1997年）
- デジタルジュース（2001年）
- Grasshoppa!（2002年）
- アニマトリックス（2003年）
- 土方歳三 白の軌跡（2004年）
- きまぐれロボット（2004年）
- Amazing Nuts!（2006年）
- DEEP IMAGINATION―創造する遺伝子たち（2007年）
- バットマン ゴッサムナイト（2008年）[注 2]
- デトロイト・メタル・シティ（2008年）
- ファースト・スクワッド（2009年）
- Halo Legends エピソード1&2【Origins Part1 & Part2】 / エピソード3【The Babysitter】（2010年）[注 3]
- FLASH POINT (2013年)
- Green Lantern: Emerald Knights (2011年)
- Red Ash: GEARWORLD (2017年)

### ウェブアニメ
- 東京都 観光誘致映像 Welcome to TOKYO 「ハニー東京」  (2010年)
- フランス政府 WEB 禁煙キャンペーンサイト (フランス) 「アトラクシオン/魅力」 (2010年)
- 「TUZKI:LOVE ASSASSIN」  (2014)
- ベネッセ 高校生応援アニメ「TURNOVER」 (2015)
- 日本漢字能力検定協会「彼女が漢字を好きな理由」（2015年）

### ミュージック・ビデオ
- EXTRA （1996年 - ケン・イシイ）
- サバイバル（1999年 - GLAY）
- 次元ループ（2001年 - キセル）
- Fluximation（2005年 - 宇多田ヒカル）

### 劇中アニメーション
- 「下妻物語」(2004年)
- 「少年メリケンサック」 (2009年)
- 「渇き」　(2014年)

### TVコマーシャル
- TOYOTA「新型VIOS」(2013年)
- ボルヴィック『大自然の力』篇 (2012年, 2013年)
- NIKE【レブロン・ジェームズ主演「恐怖の部屋」】(2004年)
- CAPCOM ゲームボーイアドバンス「ロックマンゼロ」「ロックマンエグゼ3」「ロックマンゼロ2」(2002年, 2003年)
- MARY JANE「le saunda」(2000年)
- 後楽園ゆうえんち「タワーハッカー」「ルナパーク '96」「ルナパーク '97」　(1997年)
- 三ツ矢サイダー「空飛ぶサイダー」 テレビCM (2015年)

### ゲーム
- ガチャメカスタジアム サルバト〜レ
- ソウルキャリバーV

## 関連人物
- 大友克洋
- 片渕須直
- 木村真二
- 窪岡俊之
- 田中達之
- 中澤一登
- なかむらたかし
- 西見祥示郎
- マイケル・アリアス
- 松本大洋
- 森本晃司
- 湯浅政明